# Jenny Hansen
Jenny Hansen (født 8. august 1951 i Holmehave) er en dansk autodidakt væver og tekstilkunstner. Hun er vokset op i en gartnerfamilie på Fyn, men har arbejdet med vævning siden 1973 og debuterede året efter på Svendborg Amts Kunstforenings censurerede udstilling. 
Hun modtog i 2001 Statens Kunstfonds 3-årige arbejdsstipendium og udførte i 2004 en gobelin bestilt af Aalborg Kommune som gave til kronprinsparret. Hun er repræsenteret i samlingerne på Vendsyssel Kunstmuseum.
Hansen fik i 2011 til opgave at designe et gulvtæppe til Christiansborg Slot i samarbejde med Dronning Margrethe. Tæppet var Folketingets gave til Dronningen i anledningen af hendes 40-års regeringsjubilæum i 2012.
Hun er gift med billedkunstneren Mogens Nielsen. Parret bor og arbejder i Hobro.